# Organisation des nations et des peuples non représentés
L'Organisation des nations et des peuples non représentés (officiellement, en anglais : Unrepresented Nations and Peoples Organization ou UNPO) est une organisation internationale dont les membres sont des peuples autochtones, des minorités et des territoires non souverains ou occupés.
Elle a été fondée en 1991 à La Haye aux Pays-Bas par quinze peuples et nations non représentés dans le but de disposer d'un lieu d'échanges et de promouvoir au niveau international leurs droits et cultures, tout en participant à la résolution pacifique des conflits les affectant. L'UNPO a dans ses objectifs de leur permettre de participer aux débats dans les organisations internationales, telles que l'ONU. Contrairement à ce que la présence des lettres UN dans son sigle pourrait laisser croire, l'UNPO n'est pas une agence de l'ONU. Ce n'est pas non plus une organisation non gouvernementale (ONG), certains de ses membres étant des gouvernements ou des agences gouvernementales d'États non reconnus (ainsi le gouvernement tibétain en exil).
L’UNPO a inscrit les cinq principes suivants dans ses statuts : l’autodétermination, les droits de l'homme, la démocratie, la non-violence et l’écologie.

## Histoire
Pour le journaliste américain Ron Gluckman, « le concept fut mis au point au milieu des années 1980 par Van Walt, conseiller juridique de longue date du dalaï-lama, la militante tibétaine Tsering Jampa et Erkin Alptekin, un dirigeant des Ouighours de la province du Xinjiang » « au service de Radio Free Europe ». Pour le Pr Samdhong Rinpoché, Tsering Jampa fut l'un des membres fondateurs de l'UNPO qui a commencé avec neuf membres, son secrétariat initial fonctionnant de la salle de séjour de Tsering Jampa.
C’est en septembre 1990, dans la ville estonienne de Tartu que la décision politique de créer cette organisation internationale est prise lors d'une réunion de représentants de mouvements nationaux d'Estonie, du Tibet, des Tatars de Crimée, de Géorgie et du Tatarstan.
Le 11 février 1991, la charte de l’UNPO est signée à La Haye au Palais de la Paix par des membres déclarant représenter l’Arménie, l’Estonie, la Géorgie, le Parti démocratique du Kurdistan et l'Union patriotique du Kurdistan, l'Alliance des peuples de la Cordillère, la Lettonie, le Congrès mondial des Ouïghours, les Palaos, la Fondation taïwanaise pour la démocratie (en), le Mejlis du peuple tatare de Crimée, le Gouvernement tibétain en exil, la Nouvelle-Guinée occidentale, les Aborigènes d’Australie, la minorité grecque en Albanie.
La Haye a été choisi pour le siège UNPO, en raison de sa localisation en Europe et des promesses généreuses de soutien de communauté.  L'UNPO a également un bureau à Bruxelles, une représentation à Genève. 
Entre 1997 et 1998, deux douzaines de bénévoles du Centre pour la justice au Tibet, en étroite collaboration avec Michael van Walt, alors Secrétaire général de l'UNPO, réalisèrent une étude portant sur 34 régimes autonomes et d'autogouvernance. Cette étude était destinée à aider l'UNPO et les États dans l'analyse et les négociations de relations autonomes à venir. 
En 1998, le premier Prix Petra Kelly a été attribué à l'UNPO, le Prix de la tolérance en 1991, l'International Social Invention Award et le World Gratitude Day Award en 1992.
Du 19 janvier 2002 au 31 décembre 2002, Karl von Habsburg, prétendant au trône d'Autriche, est directeur général de l'organisation.

## Buts
L'UNPO se donne les buts suivants : affirmer la démocratie comme droit humain fondamental, mettre en œuvre les droits de l'homme, les droits civils et politiques dans le monde, défendre le droit universel à l'autonomie et à l'autodétermination, promouvoir le fédéralisme. Elle déclare vouloir encourager le recours à des méthodes non violentes pour parvenir à des solutions pacifiques aux conflits et à l'oppression. Elle se propose d'aider ses membres à faire respecter leurs droits humains et culturels et à préserver leur environnement. Elle déclare fournir à ses membres un forum et les aider à se manifester au niveau international.
Les membres de l’UNPO ne sont pas représentés diplomatiquement (sinon avec un statut minimal, comme observateur) dans les grandes institutions internationales comme les Nations unies.
L’UNPO a inscrit les cinq principes suivants dans ses statuts. L'adhésion à l'organisation est ouvert à tout peuple ou nation non représenté tant qu'ils adhérent au principes suivants : 
- l’autodétermination,
- les droits de l'homme,
- la démocratie,
- la promotion de la non-violence,
- la protection de l'environnement.

## Financement
Selon Ron Gluckman, les membres de l'UNPO doivent s'acquitter d'une contribution de 1 000 € pour la demande d'inscription puis 2 200 € par an mais peu en ont les moyens. Même si tous s'en acquittaient, cela ne représenterait que 10 % du budget de l'organisation. La majeure partie de celui-ci est assurée par des gouvernements et des associations caritatives occidentales.
L'association publie des informations quant à ses sources de financements, et l'utilisation de ceux-ci.

## Activités
L'UNPO participe à certaines manifestations des Nations unies. Ainsi, elle organisa une conférence à l'occasion de la 52e session de la Commission des droits de l'homme et participa en juillet 1995 à un séminaire de Comité spécial de la décolonisation. En 2005, puis en 2017, elle organise la Coupe UNPO de football.

## Critiques
Selon le juriste Barry Sautman, « l'UNPO est un regroupement de séparatistes fondé par le conseiller juridique du dalaï-lama, Michael van Walt van Praag, et dirigé, pendant la majeure partie de son existence, soit par van Walt soit par des séparatistes tibétains ou ouigours ».

## Membres

### Carte

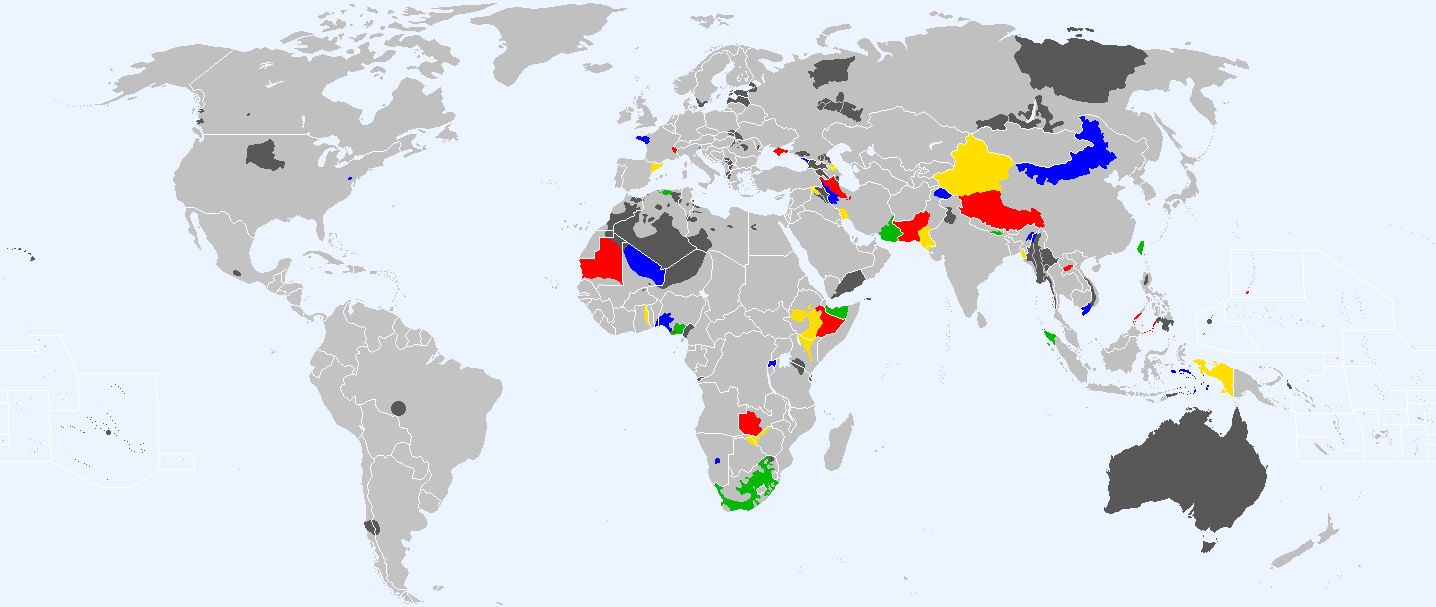
Membres de l'UNPO

|                                                                                               |                                                                                         |
| - Anciens membres devenus indépendants - Membres indépendants de facto - Pays ayant un membre | - Pays ayant deux membres - Pays ayant trois membres - Pays ayant plus de trois membres |

### Liste
Actuellement l'UNPO englobe 44 membres (les membres fondateurs sont surlignés en bleu) :  
| Membre                                                                    | Date d'affiliation | Représenté                     |
| ------------------------------------------------------------------------- | ------------------ | ------------------------------ |
| Ministère des Affaires étrangères d'Abkhazie                              | 6 août 1991        | Abkhazie                       |
| Front de la liberté                                                       | 15 mai 2008        | Afrikaners                     |
| Parti démocratique solidaire d'Al-Ahwaz (en)                              | 14 novembre 2003   | Ahwazi                         |
| Alliance assyrienne universelle                                           | 6 août 1991        | Assyrie                        |
| Parti national baloutche                                                  | 1er mars 2008      | Baloutchistan                  |
| Communauté des peuples indigènes du Rwanda                                | 17 janvier 1993    | Batwa                          |
| Assemblée nationale catalane                                              | 14 décembre 2018   | Catalogne                      |
| Chin National Front                                                       | 15 juillet 2001    | Chin                           |
| United People's Party of the Chittagong Hill Tracts (JSS)                 | 6 août 1991        | Chittagong Hill Tracts         |
| Association circassienne internationale                                   | 16 avril 1994      | Circassie                      |
| Assemblée des Tatars de Crimée                                            | 11 février 1991    | Tatars de Crimée               |
| Congrès mondial des Ouïghours                                             | 11 février 1991    | Turkestan oriental             |
| Gilgit–Baltistan Democratic Alliance                                      | 20 septembre 2008  | Gilgit-Baltistan               |
| Initiative de résurgence du mouvement abolitionniste en Mauritanie (IRA)  | 18 septembre 2011  | Haratins                       |
| Hmong ChaoFa Federated State                                              | 2 février 2007     | Hmong                          |
| Union démocrate magyare de Roumanie                                       | 30 juillet 1994    | Hongrois de Roumanie           |
| Parti du peuple de Mongolie-Intérieure                                    | 2 février 2007     | Mongolie-Intérieure            |
| Parti démocratique du Kurdistan d’Iran                                    | 2 février 2007     | Kurdistan iranien              |
| Parti démocratique du Kurdistan et Union patriotique du Kurdistan         | 11 février 1991    | Kurdistan irakien              |
| Dr Muzaffer Arslan                                                        | 6 août 1991        | Turkmènes d'Irak               |
| Khmers Kampuchea-Krom Federation                                          | 15 juillet 2001    | Khmer Krom                     |
| Ligue démocratique du Kosovo                                              | 6 août 1991        | Kosovo                         |
| Federal Lezgin National Cultural Autonomy (FLNCA)                         | 7 juillet 2012     | Lezghines                      |
| Conseil interrégional mapuche                                             | 19 janvier 1993    | Mapuches                       |
| Front Moro islamique de libération                                        | 26 septembre 2010  | Moro                           |
| Montagnard Foundation, Inc.                                               | 14 novembre 2003   | Degar-Montagnards              |
| Conseil national socialiste du Nagaland (en)                              | 19 janvier 1993    | Nagalim                        |
| Front national de libération de l'Ogaden                                  | 6 février 2010     | Ogaden                         |
| Mouvement pour la survie du peuple ogoni                                  | 19 janvier 1993    | Ogoni                          |
| Front de libération oromo                                                 | 19 décembre 2004   | Oromos                         |
| Captains Council                                                          | 2 février 2007     | Basters                        |
| World Sindhi Institute                                                    | 19 janvier 2002    | Sind                           |
| Gouvernement du Somaliland                                                | 19 décembre 2004   | Somaliland                     |
| Government en exil de la République des Moluques du Sud                   | 6 août 1991        | République des Moluques du Sud |
| Southern Azerbaijan National Awakening Movement (en)                      | 2 février 2007     | Azerbaïdjan du Sud             |
| Conseil national du sud du Cameroun                                       | 19 décembre 2004   | Ambazonie                      |
| Taiwan Foundation for Democracy (en)                                      | 11 février 1991    | Taïwan                         |
| Gouvernement tibétain en exil                                             | 11 février 1991    | Tibet                          |
| Udmurt Council (Udmurt Kenesh)                                            | 17 janvier 1993    | Oudmourtie                     |
| Dabalorivhuwa Patriotic Front                                             | 14 novembre 2003   | Vhavenda                       |
| Parti national baloutche                                                  | 26 juin 2005       | Baloutchistan occidental       |
| Zanzibar Democratic Alternative, en coopération avec le Front civique uni | 6 août 1991        | Zanzibar                       |
| Gouvernement provisoire de l'État de Savoie                               | 28 juin 2014       | Savoie                         |
| Kelc'h An Dael                                                            | 3 juillet 2015     | Bretagne                       |
| World Sindhi Congress (en)                                                | 30 janvier 2017    | Sind                           |
| Mouvement pour l'autodétermination de la Kabylie (MAK-Anavad)             | 6 juillet 2017     | Kabylie                        |

### Anciens membres
Cinquante huit membres de l’organisation l'ont quittés à ce jour.
- Membres devenus indépendants (reconnus par l'ONU) depuis la création de l'organisation. Ils continuent cependant à la soutenir activement, notamment l'Estonie.
  -  Estonie (membre fondateur), retrait le 17 septembre 1991, indépendance restaurée en 1991.
  -  Lettonie (membre fondateur), retrait le 17 septembre 1991, indépendance restaurée en 1991.
  -  Arménie (membre fondateur), retrait le 2 mars 1992, indépendance acquise en 1991.
  -  Géorgie (membre fondateur), retrait le 31 juillet 1992, indépendance acquise en 1991.
  -  Palaos (membre fondateur), retrait le 15 décembre 1994, indépendance depuis 1994.
  -  Timor oriental, adhésion le 17 janvier 1993, retrait le 27 septembre 2002, indépendance depuis 2002.
  -  Bougainville, adhésion le 6 août 1991, retrait le 1er mars 2008, indépendance exprimée fin 2019 par référendum, reconnaissance en cours (ONU) et négociations en cours avec les institutions de Papouasie-Nouvelle-Guinée.

- Anciens membres qui ont retiré leur adhésion pour d'autres raisons :
  -  Aceh, adhésion le 6 août 1991, retrait le 1er mars 2008, accord conclu avec l'Indonésie en 2005.
  -  Albanais de Macédoine du Nord, adhésion le 16 avril 1994, retrait le 1er mars 2008, accord conclu avec la Macédoine en 2001.
  -  Bachkirie, adhésion le 3 février 1996, retrait le 30 juin 1998.
  -  Tchouvachie, adhésion le 17 janvier 1993, retrait le 1er mars 2008.
  -  Gagaouzie, adhésion le 16 avril 1994, retrait le 1er décembre 2007, accord conclu concernant l'autonomie avec la Moldavie en 1994.
  -  Ingouchie, adhésion le 30 juillet 1994, retrait le 1er avril 2008.
  -  Kumyk, adhésion le 17 avril 1997, retrait le 1er mars 2008.
  -  République Lakota, adhésion le 30 juillet 1994, retrait le 1er décembre 2007.
  -  Maohi, adhésion le 30 juillet 1994, retrait le 1er décembre 2007.
  - Nuxalk, adhésion le 23 septembre 1998, retrait le 1er mars 2008.
  -  Ruthènes, adhésion le 23 septembre 1998, retrait le 1er décembre 2007.
  -  Iakoutie, adhésion le 3 août 1993, retrait le 30 juin 1998.
  -  Talysh, adhésion le 26 juin 2005, retrait le 1er mars 2008.
  -  Tatarstan, adhésion le 11 février 1991, retrait le 1er mars 2008.
  -  Cordillera Peoples' Alliance, Cordillera, adhésion le 11 février 1991, retrait le 6 novembre 2015.

### Membres suspendus
- aborigènes d'Australie, représentés par le National Committee to Defend Black Rights (adhésion le 11 février 1991, suspension le 7 juillet 2012).
- Dénés, représenté par Buffalo River Dene Nation (adhésion le 19 décembre 2004, suspension le 9 octobre 2009) .
- Birmanie, représenté par National Council of the Union of Burma (adhésion le 15 mai 2008, suspension le 13 février 2010).
- Bouriatie, représenté par All-Buryat Association for the Development of Culture (adhésion le 3 février 1996, suspension le 13 février 2010).
- Minorité grecque d'Albanie, représenté par Omonoia (adhésion le 11 février 1991, suspension le 7 juillet 2012).
- Cabinda (adhésion le 17 avril 1997, suspension le 18 septembre 2011).
- République tchétchène d'Itchkérie (adhésion le 6 août 1991, suspension le 10 septembre 2010).
- Ingrie (adhésion le 17 janvier 1993, suspension le 9 octobre 2009).
- Kalahui Hawai'i, représenté par Ka Lahui Hawaii (adhésion le 3 août 1993, suspension le 7 juin 2012).
- État de Kayah, représenté par Karenni National Progressive Party (adhésion le 19 janvier 1993, suspension le 7 juillet 2012).
- Khalistan (adhésion 24 janvier 1993, suspension 4 août 1993, suspension permanente depuis le 22 janvier 1995).
- République des Komis (adhésion le 17 janvier 1993, suspension le 9 octobre 2009).
- Maasaï, représenté par Maasai Women for Education and Economic Development (adhésion le 19 décembre 2004, suspension le 7 juillet 2012).
- République des Maris (adhésion le 6 août 1991, suspension le 9 octobre 2009).
- /  Môns, représenté par Mon Unity League (adhésion le 3 février 1996, suspension le 7 juillet 2012).
- Nahua del Alto Balsas (adhésion le 19 décembre 2004, suspension le 20 septembre 2008).
- Scanie (adhésion 19 janvier 1993, suspension le 18 septembre 2011)[17].
- /  Shan (adhésion le 17 avril 1997, suspension le 6 février 2010).
- Tsimshian (adhésion le 2 février 2007, suspension le 18 septembre 2011).
- République de Touva (adhésion le 3 février 1996, suspension le 13 février 2010).
- Papouasie occidentale (adhésion le 11 février 1991, suspension le 20 septembre 2008).

## Dirigeants
Secrétaires généraux
| Mandat      | Nom                        | Pays ou peuple         |
| ----------- | -------------------------- | ---------------------- |
| 1991-1997   | Michael van Walt van Praag | Pays-Bas               |
| 1997-1998   | Tsering Jampa              | Tibet                  |
| 1998-1999   | Helen S. Corbett           | Aborigènes d'Australie |
| 1999-2003   | Erkin Alptekin             | Ouïghours              |
| 2003-2018   | Marino Busdachin           | Italie                 |
| Depuis 2018 | Ralph Bunch                | États-Unis             |

Directeur exécutif
| Durée du mandat               | Nom                           | Pays ou peuple |
| ----------------------------- | ----------------------------- | -------------- |
| 19 janvier - 31 décembre 2002 | Charles de Habsbourg-Lorraine | Autriche       |

Présidents de l'assemblée générale
| Durée du mandat | Nom               | Pays ou peuple |
| --------------- | ----------------- | -------------- |
| 1991-1993       | Linnart Mäll      | Estonie        |
| 1993-1997       | Erkin Alptekin    | Ouïghours      |
| 1997-2001       | Seif Sharif Hamad | Zanzibar       |
| 2001-2005       | John J. Nimrod    | Assyriens      |
| 2005-2006       | Göran Hansson     | Scanie         |

Présidents
| Durée du mandat | Nom                            | Pays ou peuple |
| --------------- | ------------------------------ | -------------- |
| 2006-2010       | Ledum Mitee                    | Ogoni          |
| 2010-2017       | Ngawang Choephel Drakmargyapon | Tibet          |
| Depuis 2017     | Nasser Boladai                 | Baloutchistan  |

## Publications
- China's Tibet: The World's Largest Remaining Colony : Report of a Fact-finding Mission and Analyses of Colonialism and Chinese Rule in Tibet, Unrepresented Nations and Peoples Organization, Tibet Support Group Nederland, Campagne internationale pour le Tibet, Éditeur Unrepresented Nations and peoples Organization, 1996, 83 pages

#### Organisations en lien avec les nations non indépendantes
- Liste de territoires contestés
- Union fédéraliste des communautés européennes

#### Droit international
- Convention de Montevideo
- Anthropologie juridique
- Coutume, Savoirs traditionnels
- Peuple autochtone, Droit des peuples autochtones (Déclaration des droits des peuples autochtones)
- Colonisation, Décolonisation,
- Droit des peuples à disposer d'eux-mêmes
- Doctrine de la découverte, Terra nullius

#### Bulles pontificales
- Dum Diversas (1452)
- Romanus pontifex (1455)
- Aeterni regis (1481)
- Dudum siquidem (1493)
- Inter caetera (1493)

#### Études théoriques
- Études postcoloniales